# Dodgeball (sport)
Il dodgeball è uno sport di squadra nato nel XX secolo come evoluzione agonistica della palla prigioniera.

## Distinzione tra foam e cloth
Il dodgeball conosce numerose varianti di regolamento; le due maggiori distinzioni si hanno tra il dodgeball giocato con i palloni foam (diffuso soprattutto nel Sud-Est asiatico, negli USA, in Canada e in Australia) e il dodgeball giocato con i palloni cloth (diffuso soprattutto negli Stati europei). Il gioco nasce inizialmente con le regole e con i palloni cloth, mentre il foam è un'evoluzione del cloth con altri palloni e regole leggermente diverse.

## Regolamento Foam

### Giocatori
I palloni foam sono dei palloni in spugna morbida con una valvola sempre aperta. Quando il pallone colpisce un giocatore, dell'aria esce dalla valvola sgonfiando parzialmente il pallone (che poi si rigonfierà da solo) e limitando pertanto la potenza dell'impatto. I palloni foam sono stati studiati e progettati per limitare infortuni quali frattura delle dita, le quali sono relativamente comuni nel gioco con i palloni cloth. 
Solitamente si gioca in sei contro sei, con due o tre retrievers destinati al recupero dei palloni all'esterno del campo e sei palloni. A inizio partita i palloni sono situati sulla linea di metà campo, che divide le due aree di gioco equamente distanziate; i giocatori invece sono fermi dietro la propria linea di fondocampo, pronti a partire quando l'arbitro fischia l'inizio della partita; a questo punto ogni squadra corre per recuperare i 3 palloni alla propria destra. 

### Campo

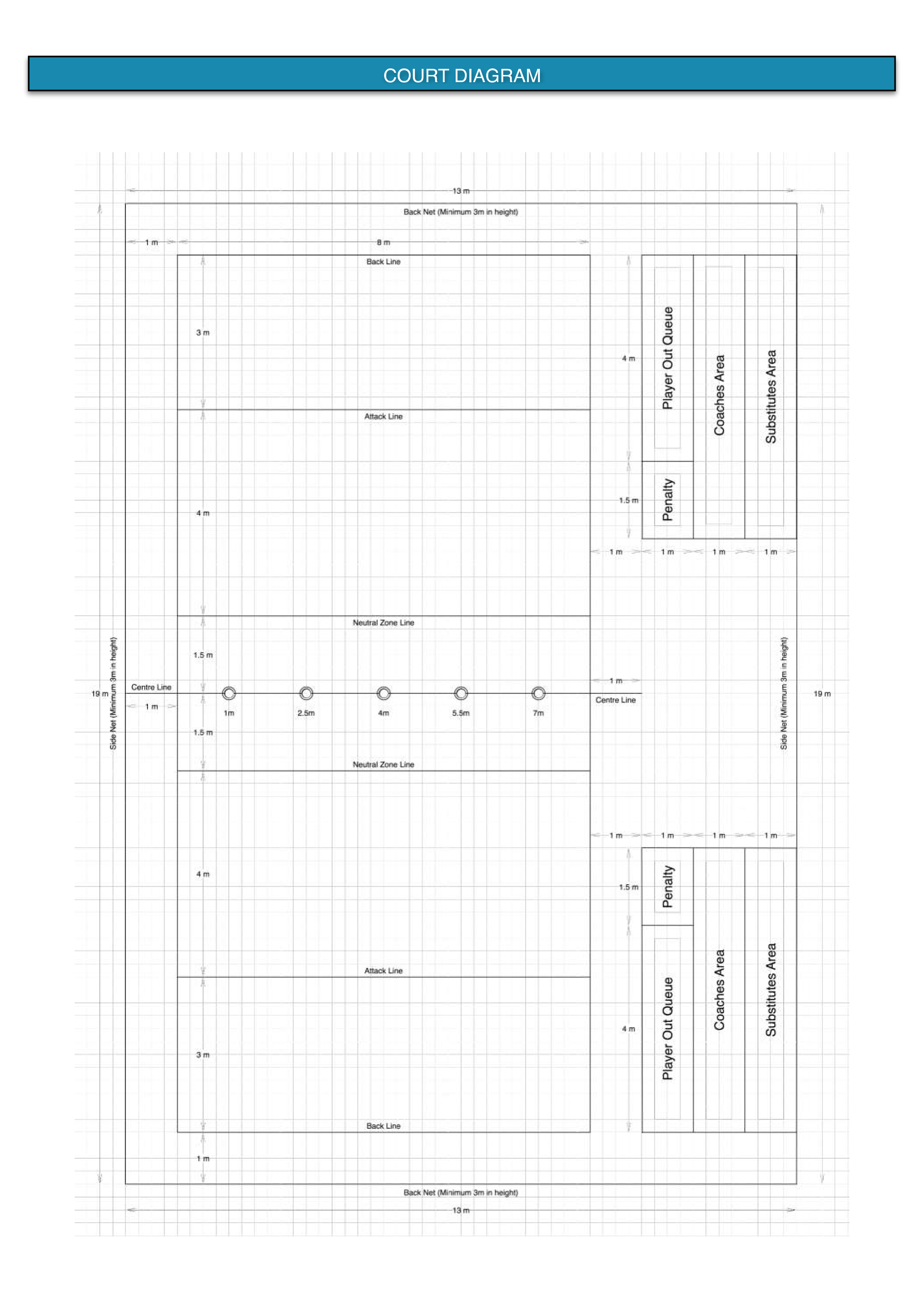
Campo da dodgeball dove sono evidenziati: le due metà campo contrapposte

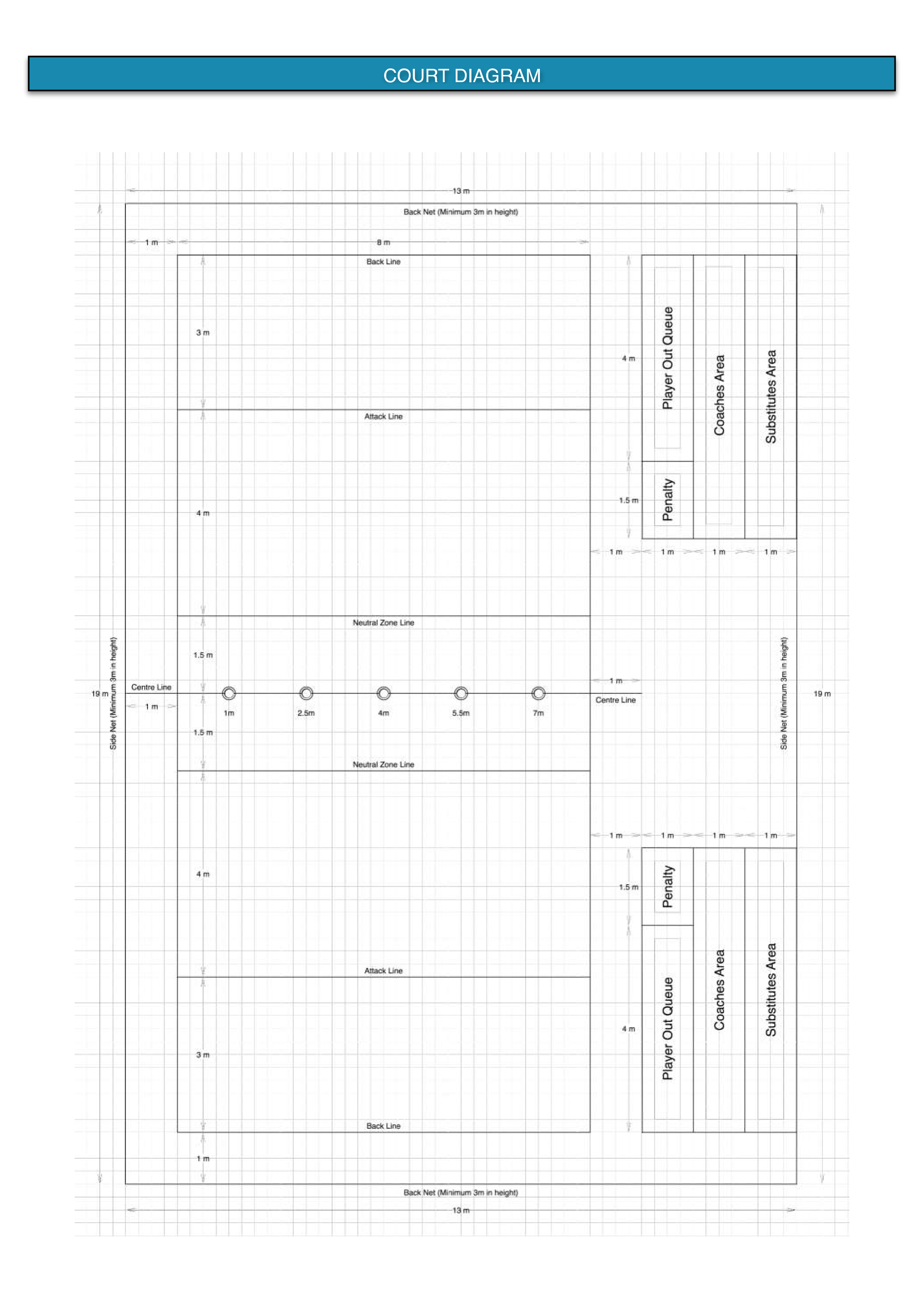
Campo da dodgeball dove sono evidenziati: le due metà campo contrapposte; la dead zone (o neutral zone) centrale; lo spazio riservato ai giocatori eliminati (queue).

In genere il campo di gioco misura 8 x 17 metri (leggermente più piccolo di quello da pallavolo). Durante la partita ogni squadra deve rimanere nella propria metà campo (nella variante foam non esiste una zona neutrale centrale); all'esterno del campo di gioco vi sono due aree destinate ai giocatori eliminati. La palla deve essere bloccata senza che cada a terra o tocchi un altro giocatore.

### Obiettivo
L'obiettivo del gioco è quello di eliminare tutti i giocatori della squadra avversaria più volte possibile.

### Partita
Ogni partita si compone di due tempi da 15 minuti e, a sua volta, ogni tempo è costituito da quanti più set possibili di durata estremamente variabile. Infatti, ogni set si conclude solo quando tutta una squadra viene eliminata. Il set vinto conferisce 1 punto. Vince la partita la squadra con più punti al termine del match. Si aggiudica il set la squadra che elimina tutti i giocatori avversari. Alla fine di entrambi i due tempi da 15 minuti c'è il "no blocking", che consiste in un set finale (senza tempo) nel quale non è però permesso proteggersi col pallone (bloccarsi, appunto). Il giocatore che si protegge col pallone nel no blocking, viene eliminato.
In partite ad eliminazione diretta, in caso in cui, conclusosi l'ultimo game il risultato della partita risulti in parità, si disputerà un "extra-set" tempo supplementare di 3 minuti. Se nei 3 minuti non vengono eliminati tutti i giocatori di una squadra, si gioca un ultimo no blocking che deciderà il vincitore della partita.
Tra un set e l'altro le squadre possono usufruire di un time out di un minuto. Al termine del primo tempo le due squadre si scambiano i campi di gioco e si preparano per il successivo tempo di 15 minuti.
Le azioni possibili in partita:
- Schivata: schivare i palloni per non farsi eliminare.
- Presa (al volo): prendere al volo un pallone avversario per eliminarlo e fare rientrare in campo il primo compagno eliminato.
- Bloccata: difendersi con il pallone che si ha in mano respingendo quello in arrivo da un avversario.

## Regolamento Cloth

### Giocatori
Il gioco con i palloni cloth, simili a palloni da pallavolo, è simile a quello con i palloni foam. Tuttavia vi sono alcune differenze principali:
-il no blocking, presente nel foam, non esiste nel cloth
-i palloni sono 5 nel cloth e 6 nel foam
-nel cloth esiste una zona neutrale al centro del campo
Solitamente si gioca in sei contro sei, con due retrievers destinati al recupero dei palloni all'esterno del campo e cinque palloni. A inizio partita i palloni sono situati al centro della "zona neutra", fascia di 300 cm che divide le due aree di gioco, equamente distanziate; i giocatori invece sono fermi dietro la propria linea di fondocampo, pronti a partire quando l'arbitro fischia l'inizio della partita per prendere il maggior numero di palloni. Il numero di giocatori che possono correre per aggiudicarsi un pallone è massimo 3, i due palloni di sinistra dedicati alla propria squadra e il centrale conteso con gli avversari. I restanti giocatori entrano in campo al seguito del fischio di inizio.

### Campo
In genere il campo di gioco misura 8 x 17 metri (leggermente più piccolo di quello da pallavolo). Durante la partita ogni squadra deve rimanere nella propria metà campo; la zona neutra centrale è l'unica parte di campo dove entrambe le squadre possono entrare, purché non vi sia contatto fisico; all'esterno del campo di gioco vi sono due aree destinate ai giocatori eliminati.

### Obiettivo
L'obiettivo del gioco è quello di eliminare tutti i giocatori della squadra avversaria, o terminare il set da 3 minuti con un numero di giocatori in campo maggiore rispetto alla squadra avversaria.

### Partita
Ogni partita si compone di due tempi da 15 minuti e, a sua volta, ogni tempo e costituita da diversi set della durata massima di 3 minuti. Il set vinto conferisce 2 punti, un set pareggiato 1 a squadra. Vince la partita la squadra con più punti al termine del match. Si aggiudica il set la squadra che elimina tutti i giocatori avversari, oppure la squadra che elimina il maggior numero di giocatori avversari nei 3 minuti di gioco.
È consentito chiudere un set in parità. In partite ad eliminazione diretta, in caso in cui, conclusosi l'ultimo game il risultato della partita risulti in parità, si disputerà un "extra-set" tempo supplementare di 3 minuti. Nel caso in cui al termine dei 3 minuti di gioco le due squadre avessero lo stesso numero di giocatori in campo, il set continuerà fino alla prima eliminazione.
Tra un set e l'altro le squadre possono usufruire di un time out di un minuto. Al termine del primo tempo le due squadre si scambiano i campi di gioco e si preparano per il successivo tempo di 15 minuti.
Le azioni possibili in partita:
- Schivata: schivare i palloni per non farsi eliminare.
- Presa (al volo): prendere al volo un pallone avversario per eliminarlo e fare rientrare in campo il primo compagno eliminato.
- Bloccata: difendersi con il pallone che si ha in mano respingendo quello in arrivo da un avversario.

### Eliminazione

Un giocatore viene eliminato quando:
1. viene colpito da un pallone lanciato da un avversario, senza che abbia prima rimbalzato sul suolo;
2. il pallone da lui lanciato viene preso al volo da un avversario;
3. esce dal proprio campo per schivare un lancio avversario;
4. pesta una delle linee del bordo del campo;
5. qualora in possesso della maggioranza dei palloni non vengano lanciati il numero di palloni meno uno entro un tempo di 5 secondi. Il numero di palloni da lanciare viene indicato dall'arbitro con la chiamata "gioco + il numero di palloni da lanciare". Se non vengono lanciati il numero di palloni chiamati dall'arbitro tutti i giocatori, della squadra attaccante, che hanno un pallone in mano vengono eliminati;
6. qualora numericamente in maggioranza rispetto all'altra squadra e in possesso della maggioranza dei palloni, se un compagno non lancia la palla all'avversario e il giocatore è il più prossimo ad una palla nella propria metà campo non in mano a nessuno;
7. si effettua un tiro nullo. Ovvero il lancio del pallone non è entro 1 m dall'obiettivo;

Il giocatore eliminato deve abbandonare immediatamente il campo di gioco e resta ad attendere nella zona degli eliminati. Quando si viene eliminati bisogna uscire dal campo alzando una mano in modo visibile. Un giocatore può rientrare in campo e quindi in gioco qualora un suo compagno faccia una presa, ovvero prenda al volo un pallone lanciato dagli avversari. I giocatori eliminati tornano in campo nello stesso ordine con cui sono stati eliminati. 

### Divieti
Non è consentito uscire dal rettangolo di gioco per recuperare i palloni (ci pensano i retrievers) e non si può uscire al fine di schivare la palla, pena l'eliminazione. Una volta usciti dal campo, è vietato lanciare la palla ed è vietato rientrare da una linea laterale, ma solo da quella di fondo. Gli eliminati non possono passare il pallone, se in possesso di uno al momento dell'eliminazione, ma devono lasciarlo nel punto esatto della loro.

### Vittoria
Una squadra si aggiudica la vittoria avendo più punti dell'avversaria al termine dei 30 minuti regolamentari.

## Italia

### Nascita e albori
Nel 2007 il CSI, ha importato in Italia il gioco del dodgeball; la prima stesura del Regolamento ufficiale italiano del dodgeball fu redatta da un dirigente del CSI.
A Ravenna è stato strutturato nel 2007/08 il primo vero e proprio campionato a squadre per la categoria Promoter.
Nel 2011 nasce l'A.I.D.B. (Associazione Italiana Dodge Ball) e successivamente si regolarizza la creazione di vari club, da prima in Emilia-Romagna e successivamente in molte altre regioni. Dal 2024 i Campionati Nazionali (sia cloth che foam) passano sotto l'egida di FIGeST.

### Società italiane
| Società               | Città               | Regione        | Fondazione | Colori sociali    | Simbolo          |
| Ghinea Dodgeball Team | Ravenna             | Emilia-Romagna | 2009       | Rosso/Nero/Bianco | Maiale           |
| Dodgeball Club Lugo   | Lugo                | Emilia-Romagna | 2011       | Giallo/Nero       | Anubi e Valkirie |
| Shamrock Ravenna      | Ravenna             | Emilia-Romagna | 2011       | Bianco/Verde      | Trifoglio        |
| Faenza Gryphons       | Faenza              | Emilia-Romagna | 2017       | Nero/Rosso        | Grifone          |
| Ora.Gio.Bat. ASD      | Castenaso           | Emilia-Romagna | 2014       | Giallo/Verde      | Agnello          |
| Springout             | Forlì               | Emilia-Romagna | 2015       | Viola             | Fenice           |
| Empoli Swarm          | Empoli              | Toscana        | 2015       | Giallo/Nero       | Ape              |
| Firenze Goblins       | Firenze             | Toscana        | 2022       | Bianco/Rosso      | Goblin           |
| San Martino Dodgeball | Foiano della Chiana | Toscana        | 2024       | Giallo/Blu        | Angelo           |
| Sportingalleno        | Staffoli            | Toscana        | 2022       | Azzurro           | Gallo            |
| Venetica Dodgeball    | Orsago              | Veneto         | 2012       | Bianco/Arancione  | Leone            |
| Bunker Sport          | San Donà di Piave   | Veneto         | 2018       | Rosso/Nero        | BS stilizzate    |
| Average Perugia       | Perugia             | Umbria         | 2016       | Rosso/Bianco      | Grifone          |
| --------------------- | ------------------- | -------------- | ---------- | ----------------- | ---------------- |

### Dodgeball a scuola
Il Comitato CSI di Ravenna, assieme all'Ufficio Scolastico Provinciale, nel dicembre 2009 ha elaborato il progetto Dodgeball a scuola per la diffusione di questo gioco nella Scuola Primaria e nella Secondaria di 1º e 2º grado, sfociati poi nelle finali dei Giochi Sportivi Studenteschi dall'aprile 2010.

### Dodgeball adattato
Nell'anno sportivo 2017/18 è stato emesso dal CSI di Ravenna il primo Regolamento di dodgeball adattato, con l'indizione di un primo campionato riservato a disabili intellettivo-relazionali. L'ultima versione del regolamento è del 2019.
È stata la cooperativa Il Nazareno di Carpi ad aggiudicarsi il primo torneo di Dodgeball adattato (svoltosi a Ravenna l'11 aprile 2018) che ha coinvolto ben 11 squadre provenienti dai territori di Ravenna, Faenza e Carpi. La prima competizione in assoluto di Dodgeball adattato è riuscita a dimostrare che grazie a questa disciplina specifica è possibile far praticare uno sport di squadra e di conseguenza facilitare e rendere fattibile l’integrazione tra ragazzi con diverse abilità. Obiettivo non scontato da realizzare, che si è riusciti a ottenere grazie al continuo lavoro degli educatori e degli operatori Sportivi per la Disabilità.

### Altre manifestazioni
Nell'aprile 2007 è stata creata a Como anche la Lega Dodgeball UISP, con un piccolo torneo notturno a Cadorago. Dopo questa breve esperienza, la Lega è stata poi soppressa.
L'ampliamento di questo sport ha portato nel 2009/10 ad avere a Ravenna due campionati paralleli, uno CSI e l'altro UISP.
Altre esperienze estemporanee di tornei di Dodgeball, seppure con regolamenti differenti da quello ufficiale, si svolgono in occasione di feste cittadine a Urbania, Acqualagna, Francenigo, Marmirolo, Camerano e Codognè.

## Cina
Il dodgeball è uno sport molto diffuso nelle scuole cinesi, ma il regolamento è differente:
- ad inizio partita ciascuna squadra dispone uno dei propri giocatori nella parte centrale dell'area esterna della metà campo avversaria;
- se un tiro viene afferrato al volo dal difensore non avviene alcuna eliminazione o rientro di giocatori;
- i giocatori eliminati si posizionano sui lati esterni della metà campo avversaria e se durante il gioco eliminano degli avversari hanno la possibilità di rientrare in campo (quest'ultima regola non viene sempre applicata).

## Record
- All'Università della California, Irvine, è stata svolta la più grande partita di dodgeball il 25 settembre 2012 con 6.084 partecipanti. La precedente partita di dodgeball è stata giocata da 4.979 partecipanti presso l'Università dell'Alberta in data 3 febbraio 2012.
- La partita più lunga del dodgeball è stata giocata il 27-29 aprile 2012 presso il Castleton State College a Castleton nel Vermont. Il gioco è durato per 41 h 3 min 17 s.

## Varianti
La variante da spiaggia, il beach dodgeball, si gioca invece in 4 contro 4 su di un campo costituito principalmente da sabbia con una grandezza di 8 x 16 metri (le stesse misure del campo da beach tennis).

## Cultura di massa
- Palle al balzo - Dodgeball, film del 2004 con Ben Stiller.
- Papà mi iscrivi a Dodgeball?, libro del 2022 di Matteo Strazzari - Pubblicazione Amazon
- Magico Dan, super campione, manga del 1989 di Tetsuhiro Koshita e relativa serie anime del 1991; dall'opera sono stati tratti diversi videogiochi per piattaforme Nintendo e SEGA.
- Super Dodge Ball, capostipite del 1987 di una serie di videogiochi sul Dodgeball sviluppati dalla Technos Japan Corporation.
- Nijiiro Dodge Ball: Otome Tachi no Seishun, videogioco del 2002 sviluppato da Million Co. Ltd. e pubblicato da Atlus per PlayStation.